# 久保田裕
久保田 裕（くぼた ゆたか、1956年11月25日 - ）は、社団法人コンピュータソフトウェア著作権協会（ACCS）専務理事・事務局長。サイバー大学客員教授(デジタル著作権)。練馬区ラグビーフットボール協会 副理事長。東京都出身。

## 経歴
日本大学法学部卒業後、出版社勤務を経て1988年に社団法人日本パーソナルコンピュータソフトウェア協会（JPSA、現コンピュータソフトウェア協会）事務局に入り、JPSA事務局内に「ソフトウェア法的保護監視機構」を設置。1990年、ソフトウェア法的保護監視機構をJPSAより独立させ任意団体・ACCS設立に参加。翌1991年、ACCSの社団法人化に伴い同時に事務局長就任。1996年より理事、1999年より専務理事を兼任している。2019年より練馬区ラグビーフットボール協会（任意団体）の副理事長就任。

現在、ACCS内の主な活動の一つである、「著作権教育の普及・啓発」に注力し、初等教育から高等教育まで幅広くアカデミックを対象に講義やセミナーを実施。
又企業および各自治体（教育委員会）での著作権に関する講演・セミナーも多数手掛けている。

大学法学系学生に対し、「ネットワーク社会と犯罪」をテーマに、著作権をベースとした具体的な情報保護、活用について、また法益として保護している関連法規やその教育の重要性についての講義を実施。情報系・デザイン系の学生に対しては、コンテンツビジネスを支える著作権法と具体的なビジネス展開の講義に加え、「創作とは何か」「情報とは何か」について言及し、コンテンツ（情報）の本質について考えさせる教育も展開している。
又著作権学習のゴールの一つとして、㈱サーティファイが提供する「ビジネス著作権検定」を用いて、正しい知識の普及にすることを推奨している。同氏はサーティファイ著作権検定委員会 委員長を15年以上務めている。

小・中学校向けは、複雑化する情報社会において、SNSなどのインターネットサービスによる犯罪被害や情報トラブルから子供たちを守るための、情報モラル、情報リテラシー教育や、無体物（コンテンツや情報）に対する価値を知ることを促す教育を展開することで、子供たちの創作、創造を増幅させるための教育を目指している。同内容については、数々の講演や各種メディアでコラムも多数拠出している。
2020年４月以降は、改正著作権法３５条施行に伴い、学校現場におけるICT利活用教育普及に関わる著作権法への対応および助言に加え、教職員への著作権法学習の普及・啓発活動にも積極的に取り組んでいる。

ライフワークとしてラグビーとの携わりも深く、自身もラグビークラブチームである「くるみ倶楽部」でプレーをし、練馬ラグビースクールのコーチ経験等を踏まえて、情報教育とスポーツの関連性についても造詣が深い。
■著書
『情報モラル宣言』（2006年　ダイヤモンド社）
『情報倫理学入門』（分担執筆　2004年3月　㈱ナカニシヤ出版）
『知的財産権キーワード事典』（分担執筆　2003年６月　プロスパー企画）
『知っておきたい情報モラルＱ＆Ａ』（共著　2002年３月　岩波書店）
『インターネット時代の著作権とプライバシー』(1998年９月　アルファベータ)
『知らないではすまされない！ソフトの違法コピー！』（1998年12月　日本法令）
『人生を棒に振る　スマホ・ネットトラブル』（共著　2014年7月　双葉社）
『ＡＩ×クリエイティビティ～情報と生命とテクノロジーと～』（共著　2019年11月　高陵社書店）

### 現職
- 一般社団法人コンピュータソフトウェア著作権協会（略称：ACCS）専務理事。

### その他
- 山口大学特命教授
- 東京工芸大学 非常勤講師
- 国士舘大学 非常勤講師
- 公益社団法人著作権情報センター 理事
- 特定非営利活動法人全国視覚障害者情報提供施設協会 理事
- 特定非営利活動法人ブロードバンドスクール協会 情報モラル担当理事

### 外部会議委員等
- 文化審議会著作権分科会 臨時委員
- 文化審議会著作権分科会 国際小委員会 専門委員
- 株式会社サーティファイ 著作権検定委員会 委員長
- 練馬区ラグビーフットボール協会 副理事長

## 雑記
漫画「アキバ署!」（瀬尾浩史）には久保田をモデルにしたと思しき人物が登場している。
趣味は高校生、大学、社会人時代に行っていたラグビー。練馬区の少年ラグビーチームのコーチや世話役を20年以上務める。ラグビーを通じて、スポーツ精神だけでなく、規範やルール、スポーツコミュニケーションについての指導を行っている。